# Новый (Поселковое сельское поселение)
Но́вый — посёлок в Тимашёвском районе Краснодарского края России.
Входит в состав Поселкового сельского поселения.

## География
Новый посёлок расположен в верховьях Гречаной реки (впадающей в болота в нижнем течении Кирпилей), на левом её берегу.

## Население
| 2002 | 2010 |
| ---- | ---- |
| 108  | ↘85  |

## Улицы
- Зелёная ул.,
- Короткая ул.,
- Продольная ул.,
- Профильная ул.[5].